# Guillermo Rosas Alonso
Guillermo "Guille" Rosas Alonso (nascut el 17 de maig de 2000) és un futbolista asturià que juga a l'Sporting de Gijón com a lateral dret.

## Carrera de club
Nascut a Gijón, Astúries, Rosas es va incorporar a l'Escola de Futbol de Mareo de l'Sporting de Gijón l'any 2009, procedent del Xeitosa CF. El 6 de juliol de 2018, quan encara era juvenil, va renovar el seu contracte per tres anys.
Ascendit al filial per a la campanya 2019-20, Rosas va debutar com a sènior el 16 de novembre de 2019, començant en un empat a casa per 1-1 contra el Celta de Vigo B a Segona Divisió B. Va marcar els seus primers gols el 15 de desembre, marcant un doblet en un gol de 6-0 a casa contra l'SCR Peña Deportiva.
Rosas va debutar amb el primer equip l'11 d'octubre de 2020, entrant com a substitut de Bogdan Milovanov a la segona part en una derrota per 0-1 a casa contra el Real Oviedo, que va ser el 109è derbi asturià. L'1 de febrer següent, va renovar el seu contracte fins al 2025 i va ascendir definitivament al primer equip, amb l'assignació de la samarreta amb el dorsal número 2.